# Gran Palau de Constantinoble

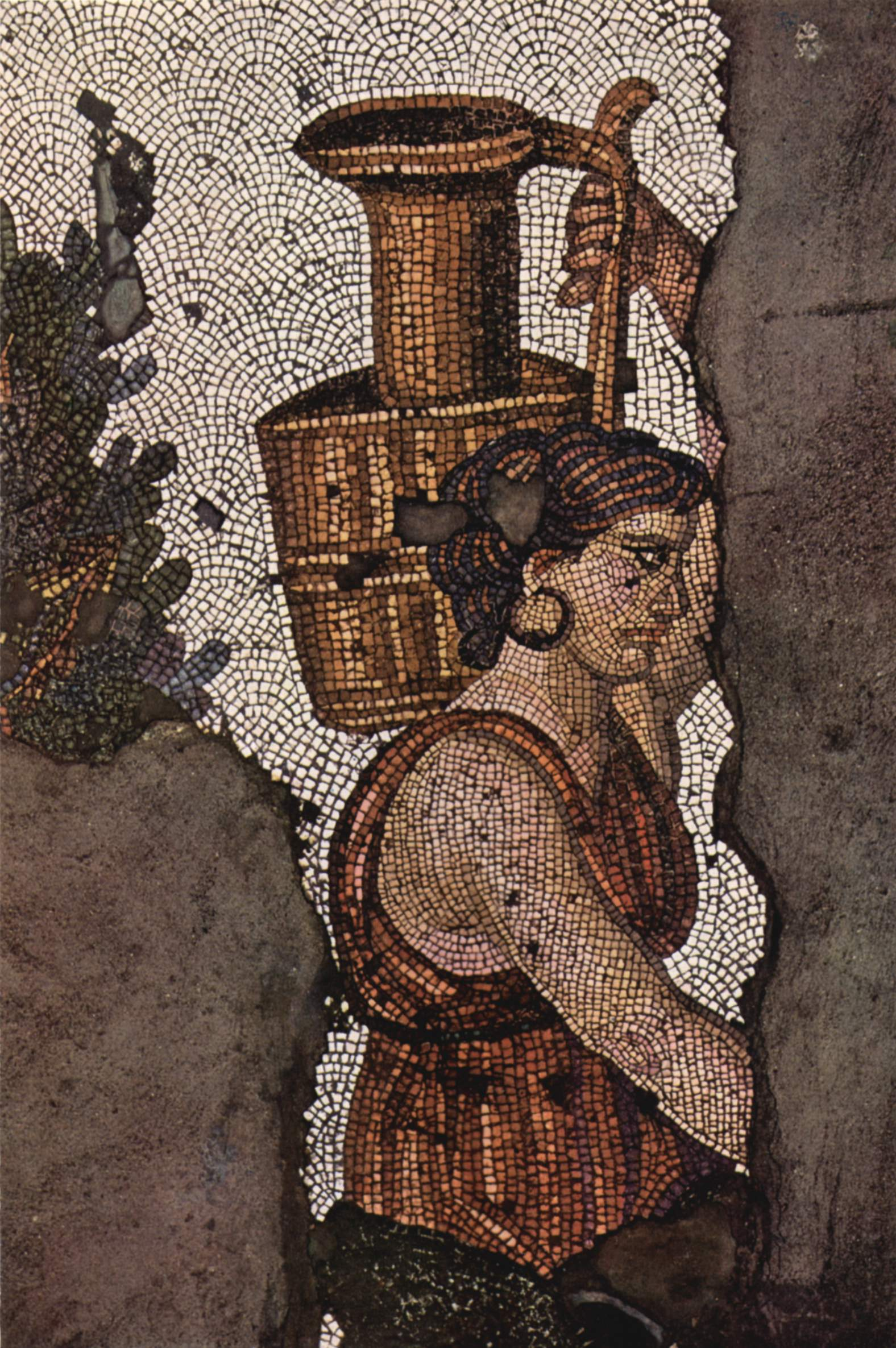
Mosaic del palau

El Gran Palau de Constantinoble, dit igualment Palau Sagrat (llatí: Sacrum Palatium) o Palau Imperial, fou un enorme complex palatí romà d'Orient situat a l'extrem sud-est de la península on era la ciutat de Constantinoble (actual Istanbul, a Turquia). Fou la residència principal dels emperadors romans d'Orient des del 330 fins al 1081 i centre de l'administració imperial durant vuit segles.

## Història
Quan l'emperador Constantí establí la ciutat de Constantinoble el 330, planejà un palau per a si mateix i els seus hereus. El palau estava situat entre l'Hipòdrom de Constantinoble i la Catedral de Santa Sofia. Fou reconstruït i ampliat diverses vegades, especialment durant els regnats dels emperadors Justinià I i Teòfil.
Fou el principal centre administratiu i cerimonial de la ciutat fins al segle xii, tot i que el Palau de Blaquernes fou preferit com a residència imperial a partir de les primeres albors de l'època dels Comnens. Durant el saqueig de Constantinoble per la Quarta Croada, fou pillat pels soldats de Bonifaci I de Montferrat. Els emperadors llatins que governaren la ciutat després de la croada continuaren utilitzant el complex, però mancaven de diners per mantenir-lo. L'emperador Balduí II fins i tot feu treure els sostres de plom per vendre'ls.
Quan la ciutat fou represa per les forces de Miquel VIII Paleòleg el 1261, el Palau es trobava en molt mal estat. Els emperadors de la dinastia dels Paleòlegs l'abandonaren en gran part, governant des de Blaquernes, de manera que, quan Mehmet II entrà a la ciutat el 1453 després de la caiguda de Constantinoble, es trobà el complex palatí abandonat i en ruïnes. Passejant pels seus passadissos i pavellons buits, xiuxiuejà unes paraules del poeta persa Saadi:
| « | L'aranya teixeix les cortines al palau de Còsroes, el mussol anuncia les hores a les torres d'Afrasiab. | » |

Gran part del palau fou enderrocada en la reconstrucció general de Constantinoble durant l'era otomana. A principis del segle xx, un incendi en destapà una secció. S'hi trobaren cel·les de presó, moltes sales grans i, possiblement, tombes. Les excavacions encara continuen. Fins ara, se n'ha excavat menys d'un quart de la superfície. La majoria dels mosaics descoberts estan exposats al Museu dels Mosaics del Gran Palau.

## Descripció
El palau era al cantó sud-est de la península on se situava Constantinoble, darrere de l'Hipòdrom i la Catedral de Santa Sofia. Segons els erudits, el palau es componia d'una sèrie de pavellons, igual que el complex palatí otomà de Topkapı. La seva superfície total passava de 18.500 m².
L'entrada principal era la Porta de Calce, a la plaça de l'Augusteu. En algun moment anterior al 600 s'hi col·locà una gran imatge de Crist («Crist Calcita»), alternativament retirada i tornada a posar segons les vicissituds de la controvèrsia iconoclasta (retirada per Lleó III l'Isàuric el 726 o 730, restaurada per Irene el 787 i substituïda per un gran crucifix en època de Lleó V l'Armeni, del 813 al 820), fins que l'any 843 s'hi instal·là un mosaic creat per Llàtzer el Pintor.
L'Augusteu estava situat al sud de la catedral i era on començava el carrer principal de la ciutat, el Messi. A l'est de la zona hi havia l'edifici del senat o el Palau de Magnaura, en el seu moment, seu de la Universitat de Constantinoble, i a l'oest el Mílion (la fita des de la qual es mesuraven totes les distàncies) i els antics Banys de Zeuxip.
Just al darrere de la Porta de Calce, al sud, hi havia els quarters de les escoles palatines, el regiment encarregat de la protecció del palau. Passant els quarters hi havia el passadís de la recepció dels Dinou Accubita (sofàs), seguit pel Palau de Dafne, residència imperial principal en les primeres albors de l'Imperi Romà d'Orient. Incloïa l'Octàgon, on dormia l'emperador. Un passatge conduïa directament del Palau de Dafne a la llotja imperial (kathisma) de l'Hipòdrom. El saló del tron era el Crisotriclini, construït per Justí II i ampliat i renovat per Basili I. Al nord hi havia el Palau de Triconcos, construït per l'emperador Teòfil i accessible a través d'una antecambra semicircular coneguda com a «Sigma». A l'est del Palau de Triconcos hi havia la Nea Eklessia ('Església Nova'), construïda per Basili I, amb cinc voltes daurades. L'església sobrevisqué fins després de la conquesta otomana. Fou utilitzada com a polvorí fins que el 1490 la feu explotar la caiguda d'un llamp. Entre l'església i el mar hi havia les muralles del Tzikanistírion, on es practicava un esport semblant al polo d'avui en dia.
Seguint cap al sud, separat del complex principal, hi havia el Palau de Bucolleó. Fou construït per Teòfil, incorporant-hi peces de les muralles de mar, i utilitzat extensivament fins al segle xiii. La porta del mar donava accés directe al port imperial de Bucolleó. Els defensors catalans de Constantinoble durant el setge del 1453 estigueren apostats en aquest palau.